# Thomas Little
Thomas Little (Ogden, 27 de agosto de 1886 — Santa Monica, 5 de março de 1985) é um diretor de arte estadunidense. Venceu o Oscar de melhor direção de arte em seis ocasiões: por How Green Was My Valley, This Above All, My Gal Sal, The Song of Bernadette, Wilson e Anna and the King of Siam.